# Istisou (Kelbajar)
Istisou (en azéri : İstisu) est un village situé dans le raïon de Kelbadjar en Azerbaïdjan.

## Histoire
Un sanatorium est construit en 1928 autour de la source d'eau minérale réputée appelée « Istisou ». Pendant la période soviétique, la station attire des curistes de toute l'URSS pour se faire soigner dans les bains thermaux situés dans la région.
En 1993, lors de la guerre du Haut-Karabagh, le village passe sous le contrôle de la république autoproclamée du Haut-Karabagh et est intégré à la région de Chahoumian sous le nom de Jermajour (Ջերմաջուր).
À l'issue de la deuxième guerre du Haut-Karabakh de l'automne 2020, un accord est conclu entre l'Arménie, l'Azerbaïdjan et la Russie. Conformément à celui-ci, les troupes arméniennes évacuent la région de Kelbadjar qui est restituée à l'Azerbaïdjan le 25 novembre.